# Гейс (Північна Кароліна)
Гейс (англ. Hays) — переписна місцевість (CDP) в США, в окрузі Вілкс штату Північна Кароліна. Населення — 1595 осіб (2020).

## Географія
Гейс розташований за координатами 36°14′49″ пн. ш. 81°6′51″ зх. д. / 36.24694° пн. ш. 81.11417° зх. д. (36.246892, -81.114163).  За даними Бюро перепису населення США в 2010 році переписна місцевість мала площу 15,95 км², уся площа — суходіл.

## Демографія
Згідно з переписом 2010 року, у переписній місцевості мешкала 1851 особа в 719 домогосподарствах у складі 536 родин. Густота населення становила 116 осіб/км².  Було 796 помешкань (50/км²).
Расовий склад населення:
| - 96,2 % — білих - 0,5 % — чорних або афроамериканців - 0,2 % — вихідців з тихоокеанських островів - 0,2 % — азіатів - 1,8 % — осіб інших рас |

До двох чи більше рас належало 1,1 %. Частка іспаномовних становила 3,0 % від усіх жителів.
За віковим діапазоном населення розподілялося таким чином: 24,5 % — особи молодші 18 років, 62,2 % — особи у віці 18—64 років, 13,3 % — особи у віці 65 років та старші. Медіана віку мешканця становила 39,5 року. На 100 осіб жіночої статі у переписній місцевості припадало 94,4 чоловіків;  на 100 жінок у віці від 18 років та старших — 91,8 чоловіків також старших 18 років.
Середній дохід на одне домашнє господарство  становив 43 637 доларів США (медіана — 33 596), а середній дохід на одну сім'ю — 54 472 долари (медіана — 53 214). За межею бідності перебувало 24,9 % осіб, у тому числі 37,0 % дітей у віці до 18 років та 30,0 % осіб у віці 65 років та старших.
Цивільне працевлаштоване населення становило 672 особи. Основні галузі зайнятості: виробництво — 27,4 %, роздрібна торгівля — 25,3 %, освіта, охорона здоров'я та соціальна допомога — 20,4 %.